# Piano & I: An Intimate Evening with Alicia Keys and Her Piano
Piano & I: An Intimate Evening with Alicia Keys and Her Piano, também chamada apenas de Piano & I, foi uma digressão especial da cantora Alicia Keys, em 2011, como celebração dos dez anos do lançamento do seu primeiro álbum Songs in A Minor. O álbum teve uma reedição, incluindo temas inéditos. A digressão teve apenas cinco concertos, em Paris, Londres, Los Angeles e Nova Iorque.

## Lista de músicas[2][3]
1. "Raindrop Prelude" (Instrumental Introduction)
2. "Blackbird"
3. Medley: "Stay with Me" / "A Dream" / "Real Love" / "Never Felt This Way"
4. "Butterflyz"
5. "Trouble Man"
6. "Troubles"
7. "How Come You Don't Call Me"
8. "Goodbye"
9. "A Woman's Worth"
10. "Girlfriend"
11. "Why Do I Feel So Sad"
12. "Caged Bird"
13. "Moonlight Sonata" (Instrumental Interlude)
14. "Fallin'"
15. "You Don't Know My Name"
16. "Diary"
17. "Karma"
18. "Unbreakable"
19. "Like You'll Never See Me Again"
20. "Try Sleeping with a Broken Heart"
21. "Un-Thinkable (I'm Ready)"
22. "If I Ain't Got You"
23. "New York State of Mind"
24. "Empire State of Mind (Part II) Broken Down"

Encore
1. "Sure Looks Good to Me"
2. "No One"

## Datas
| Data                | Cidade      | País           | Local              |
| ------------------- | ----------- | -------------- | ------------------ |
| Europe              |             |                |                    |
| 11 de Junho de 2011 | Paris       | França         | Grand Amphithéâtre |
| 13 de Junho de 2011 | Londres     | Inglaterra     | Royal Albert Hall  |
| América do Norte    |             |                |                    |
| 24 de Junho de 2044 | Los Angeles | Estados Unidos | Pantages Theatre   |
| 28 de Junho de 2044 | Nova Iorque | Estados Unidos | Joe's Pub          |
| 30 de Junho de 2044 | Nova Iorque | Estados Unidos | Beacon Theatre     |

### Box office score data
| Local          | Cidade      | Bilhetes vendidos / Disponíveis | Facturação |
| -------------- | ----------- | ------------------------------- | ---------- |
| Beacon Theatre | Nova Iorque | 2,654 / 2,654 (100%)            | $228,162   |